# Macropsychanthus macrocarpus
Espèce
Synonymes
Selon Tropicos (05 juin 2022) et GBIF (05 juin 2022) :
- Dioclea macrocarpa Huber[4] - Basionyme

Macropsychanthus macrocarpus est une espèce de plantes à fleurs de la famille des Fabaceae. C'est une liane ligneuse originaire du nord de l'Amérique du Sud.
L'espèce est connue en Guyane sous les noms d’Œil de bœuf, Zie-bourik (Créole).
Ailleurs, on l'appelle Bejuco de jabón au Venezuela, Nebiyoro (Arawak) Pah-de (Tiriyó) au Suriname.

## Description
Macropsychanthus macrocarpus est principalement une liane forestière, grimpante, robuste, à tiges cylindriques, et à écorce desquammant en écailles.
Les jeunes surfaces sont finement pubérulentes partout à l'exception du limbe subglabre des folioles. 
Les feuilles sont alternes, composées trifoliolées.
Les stipules sont triangulaires, petites (longues de 1,5-1 mm), persistantes, basifixes.
Les pétioles sont longs de 5 à 16 cm avec un pulvinus long de 4 à 8 mm.
Les folioles sont glabres à subglabre, subcoriaces, papyracées à membraneuses, estipellées.
Le limbe est de forme ovale ou largement elliptique, à base arrondie ou cunéiforme, à apex brièvement acuminé ou caudé, mesurant 10 à 16 cm pour 6 à 9 cm de large (9-17 x 5-9 cm pour le limbe terminal).
On compte 4-6 paires de nervures secondaires. 
Elle perd souvent ses feuilles lors de la floraison.
Les inflorescences sont des pseudoracèmes souvent latéraux, courtement pédonculés, portés sur les tubercules stipités (6-8 mm) des vieilles branches, solitaires ou en fascicules de 2-3, à partir de nœuds sur le tronc à proximité du feuillage actuel, avec les rachis primaires robustes, long de 8 à 50 cm. Rachis et rachidules (longs de 0,5-0,8 cm) sont pubérulent à glabrescent.
Les petites bractées généralement persistantes sont longues d'environ 3 mm.
Inflorescences 
Les pédoncules des axes secondaires sont tuberculeux longs de 2 à 4 mm.
Les pédicelles sont longs d'environ 2-3(5) mm
Les bractéoles sont persistantes, de forme suborbiculaire, très obtuse, mesurent 1,5 × 0,8 mm. 
L'hypanthium et le tube du calice campanulé, un peu pileux à l'extérieur, à lobes généralement droits, et mesurent ensembles 6,5-8 x 5-7 mm.
Les sépales sont longs de 11,5-13,5 mm, fermes, bruns, avec une dent dorsale longue de 5 à 7(8) mm, et 2 dents latérales falciformes.
Les pétales sont glabres, de couleur rose-violet avec des "yeux" jaunes.
La carène est triangulaire ou quelque peu semi-circulaire ou rostrée, à marge supérieure entière.
L'étendard comporte une lame orbiculaire longue de 1,5 cm. 
On compte 10 étamines subuniformes, toutes fertiles, avec des anthères uniformes.
L'ovaire contient (4)5(8) ovules.
Le fruit est une gousse généralement oblongue, mesurant (18)19-28(30) x 5-7 cm, à valves ligneuses, convexes, densément pubérulentes à l'état jeune devenant glabre, longuement brunes et glabres, ridées, à 3 côtes grossière le long de la suture adaxiale épaissie, quelque peu proéminente, s'enroulant après la déhiscence.
Il contient environ 5 graines brillantes, obèses, comprimées, carrées obtuses, à 2 côtés plats, et 2 convexes, mesurant environ 3-4,5 x 3-4 x 0,8-1,8 cm, avec un petit hile oblong, encerclant moins de la moitié de la graine long d'environ 0,7 cm pour 0,2 cm de large,,, ,.

## Répartition
Macropsychanthus macrocarpus est présent de la Colombie au Brésil (Pará) en passant par le Venezuela (Delta Amacuro, Bolívar, Amazonas), le Guyana, le Suriname, la Guyane, l'Équateur amazonien, et le Pérou.

## Écologie
Macropsychanthus macrocarpus est une liane forestière grimpante, tige ligneuse, épaisse, peu commune, présente dans les forêts pluviales, les forêts de savane, et sur les pentes boisées, que l'on rencontre au Venezuela dans les ripisylves et les forêts de plaine inondables, autour de 50–500 m d'altitude.
En Guyane, Macropsychanthus macrocarpus pousse dans les forêts de terre ferme (non inondées), fleurit en septembre, octobre, novembre), et fructifie en mai, juillet, novembre. 
Les graines de Macropsychanthus macrocarpus flottent et peuvent être transportées par les cours d'eau (hydrochorie) et en mer (thalassochorie), grâce à leur tégument imperméable et très résistant.
Une étude sur la mouche des fruits Bactrocera dorsalis Hendel au Suriname rapporte qu'aucune n'a été vue sur Macropsychanthus macrocarpus.

## Utilisation
Macropsychanthus macrocarpus
Au Suriname, les Tiriyó infusent les graines de Macropsychanthus macrocarpus râpées dans l'eau froide pour s'en laver les cheveux afin de prévenir leur grisonnement prématuré,.
Les extraits de Macropsychanthus macrocarpus n'ont pas montré d'activité antimicrobienne.
On a étudié ses nodosités dans la région de Porto Trombetas (pt) (Oriximiná, Pará) et son utilisation potentielle pour le reboisement des terrils de bauxite.
Comme chez plusieurs espèces de ce groupe (Dioclea reflexa, D. wilsonii), ses grosses graines dures, luisantes et colorées de brun zébré ou tacheté de noir, sont employées en perlerie pour faire des colliers et pendentifs aux Antilles et en Asie, et commercialisées en Europe dans des magasins spécialisés.
Ces graines sont utilisées, chez les peuples Yoruba d'Afrique et au Brésil, dans des cultes magico-religieux.

## Protologue
En 1909, le botaniste Huber propose le protologue suivant pour Dioclea macrocarpa Huber, Basionyme de Macropsychanthus macrocarpus (Huber) L.P.Queiroz & Snak : 
« Dioclea macrocarpa Hub. n. sp. (§ Eudioclea).

Liana altissime scandens ramulis teretibus striatis parce puberulis vel glabrescentibus. Folia longe petiolata trifoliolata foliolo terminali 3 — 5 cm a lateralibus distante, stipulae minutae triangulares acutae basi callosae haud productae. Petiolus 15 cm longus. Foliola breviter (5 mm) calloso-petiolulata ampla (14 — l6X9 cm) ovata vel elliptica vel leviter obovata. basi late rotundata brevissimeque in petiolulum contracta ápice satis abrupte breviter obtuseque acuminata herbaceo-membranacea glabra, nervis secundariis utroque latere 4—8 arcuatis subtus prominulis venarum rete utrinque prominulo. Inflorescentiae ad 3o cm et ultra longae axi 3 mm crassa flexuosa (ápice incurva) fusco-tomentella vel glabrescens usque infra médium florifera, nodis floriferis 5 mm vel demum ad 8 mm longe pedicellatis valde incrassatis incurvis Pedicelli floriferi graciles 5 mm longi, bracteolis minutis orbiculatis (1 1/2 mm) extus ferrugineo-tomentellis valde fugacibus. Flores violacei. Calyx late obliqua campanulatus extus minutissime adpresso-puberulus intus sericeus lobo superiore ápice rotundato inferiore reliquos paulo superante (8 mm longo) magis coriaceo naviculari ápice incurvo. Vexillum orbiculare gracile unguiculatum (ungue 5 mm longo) médio ad basin bicalloso auriculis parvis inflexis instructum demum reflexum. Alae falcato-obovatae hinc auriculatae, carinam paulo superantes. Carina geniculata obtusa rostrata. Antherae omnes subaequales fertiles. Ovarium sessile lineari-oblongum pluviovulatum extus dense fulvo-pilosum stylo ca. 8 mm longo supra glabresente lanceolato-dilatato. Legumen (haud plane maturum) maximum ca. 30 cm longum 6 cm latum ápice breviter acutatum crasse coriacaum suturis paulo inciassatum. extus fulvo-hispidulum partim glabrescens, seminibus 5 orbicularibus compressis (cm diâmetro) nigris hilo brevi elliptico.
Hab. in regione fl. Arirambae superioris ad margines silvarum 24 XII 06 leg. A. Ducke (8071).

Species antheris uniformibus, ovário pluriovulato et aliis caracteribus ad sectionem Eudioclea pertinet, sed legumine máximo seminibus hilo brevi instructis ab aliis speciebus differt et sectioni Platylobium affinis; fortasse adhuc cum D. glabra confusa. »
— Jacques Huber, 1909.